# トリントン子爵
トリントン子爵（英語: Viscount Torrington）は、イギリスの子爵位。グレートブリテン貴族。
1721年に海軍元帥の初代準男爵ジョージ・ビングが叙されたのに始まる。

## 歴史

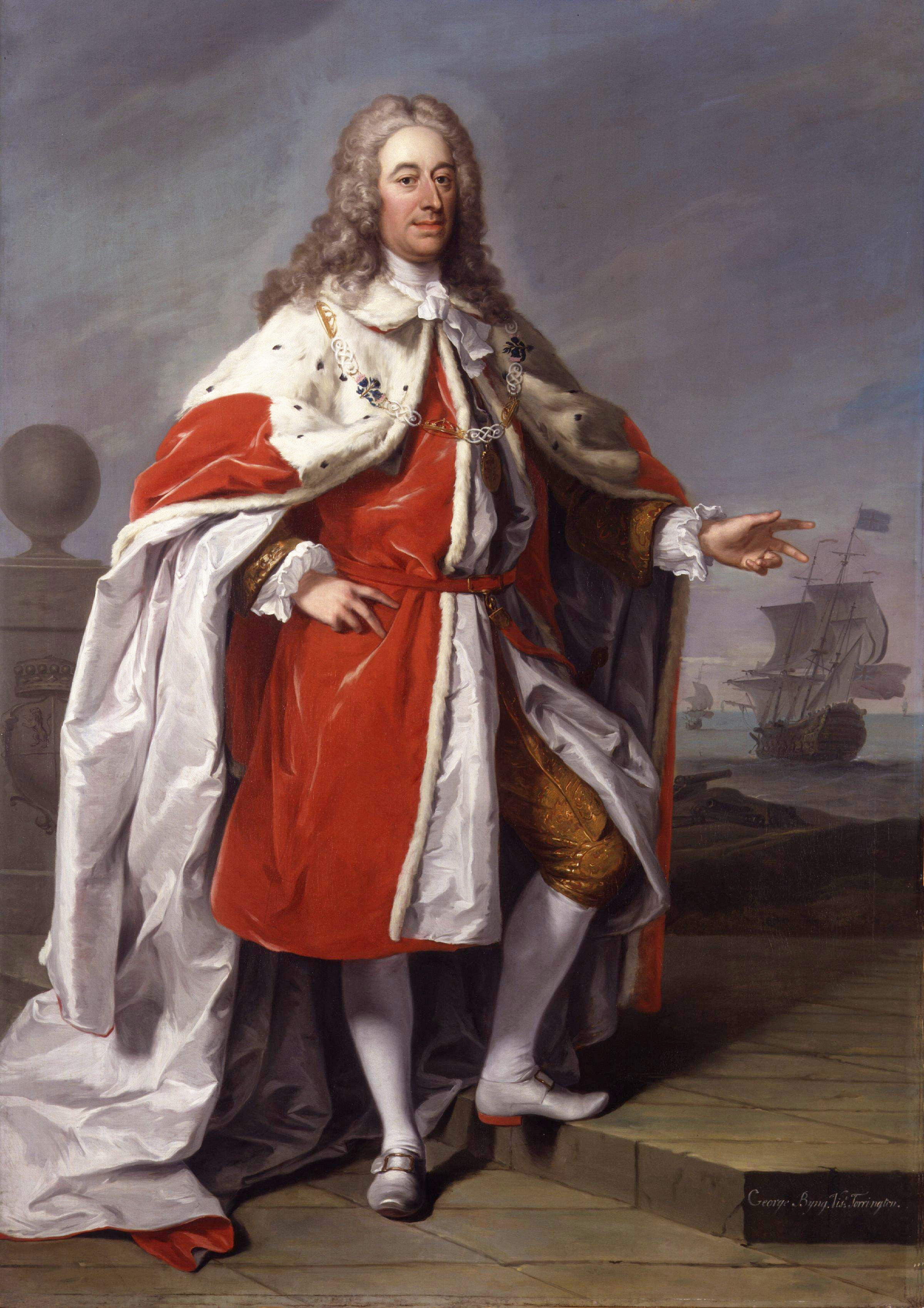
初代トリントン子爵ジョージ・ビング海軍元帥の肖像画

海軍軍人ジョージ・ビング(1663–1733)は、1704年のマラガの海戦とジブラルタル占領、1708年と1715年のジャコバイト反乱の際の海戦、1718年のパッサロ岬の戦いなどで戦功をあげた人物であり、海軍軍人としての階級は最終的に元帥に昇っている。
爵位も上昇させ、1715年11月15日にはグレートブリテン準男爵位「（ケント州におけるルータムの）初代準男爵」(Baronet, styled "of Wrotham in the County of Kent")、1721年9月21日にはグレートブリテン貴族爵位「トリントン子爵」(Viscount Torrington)と「ベッドフォード州におけるサウスヒルのビング男爵」(Baron Byng, of Southill in the County of Bedford)に叙せられた。
これらの爵位・準男爵位は彼の男系男子によって継承され続け、現存している。2015年現在の当主は11代トリントン子爵ティモシー・ビング(1943-)である。
本邸はハンプシャー・シティ・オブ・ウィンチェスターのオウズリーベリーにあるグレート・ハンツ・プレイス(Great Hunts Place)である。家訓は「Tuebor(我は防ぎ守らん)」。
分流の貴族にストラフォード伯爵家がある。同家は初代トリントン子爵の四男ロバート・ビング(1703-1740)の長男ジョージ(1735-1789)の四男ジョン(1772-1860)が1847年に連合王国貴族として叙されたのに始まる。

## 現当主の保有爵位
現当主11代トリントン子爵ティモシー・ビングは以下の爵位を保持している。
- 第11代トリントン子爵 (11th Viscount Torrington)

(勅許状によるグレートブリテン貴族爵位)
- ベッドフォード州におけるサウスヒルの第11代ビング男爵 (11th Baron Byng, of Southill in the County of Bedford)

(勅許状によるグレートブリテン貴族爵位)
- （ケント州におけるルータムの）第11代準男爵 (11th Baronet, styled "of Wrotham in the County of Kent")

(勅許状によるグレートブリテン準男爵位)

## トリントン子爵 (1721年)
- 初代トリントン子爵ジョージ・ビング (1663–1733)
- 2代トリントン子爵パティー・ビング (1699–1747)
- 3代トリントン子爵ジョージ・ビング (1701–1750)
- 4代トリントン子爵ジョージ・ビング (1740–1812)
- 5代トリントン子爵ジョン・ビング (1743–1813)
- 6代トリントン子爵ジョージ・ビング（英語版） (1768–1831)
- 7代トリントン子爵ジョージ・ビング（英語版） (1812–1884)
- 8代トリントン子爵ジョージ・スタンリー・ビング（英語版） (1841–1889)
- 9代トリントン子爵ジョージ・マスター・ビング (1886–1944)
- 10代トリントン子爵アーサー・スタンリー・ビング (1876–1961)
- 11代トリントン子爵ティモシー・ハワード・セント・ジョージ・ビング (1943-)
  - 法定推定相続人はいない。推定相続人は現当主の五従兄弟コリン・ヒュー・クランマー＝ビング (1960-)